# Manufacturing Consent
Manufacturing Consent: The Political Economy of the Mass Media (1988) é um livro escrito por Edward S. Herman e Noam Chomsky, com uma análise da mídia como um negócio. O título deriva da frase “the manufacture of consent” do ensaísta Walter Lippmann (1889–1974), escritor do livro Public Opinion (1922).